# Carcharhinus porosus
Carcharhinus porosus (лат.) — один из видов рода серых акул одноимённого семейства (Carcharhinidae). Обитает в западной части Атлантического океана от севера Мексиканского залива до южных берегов Бразилии. Встречается  на мелководье вблизи берега, особенно на илистых грунтах вокруг лиманов. Эта акула предпочитает держаться у дна и образует крупные скопления, в которых наблюдается сегрегация по полу. Размер этой акулы, как правило, не превышает 1,1 м. Максимальная зарегистрированная длина 1,5 м. У неё стройное тело, длинный, заострённый нос, широкие спинные плавники треугольной формы. Окраска ровного серого цвета без окантовки плавников.
Рацион этих акул состоит в основном из костистых рыб. Это живородящий вид. Charcharhinus porosus часто попадает в сети в качестве прилова. Используют мясо, плавники, жир и хрящи. О влиянии промысла на численность популяции нет данных, за исключением северной Бразилии, где она значительно снизилась с 1980 года. Международный союз охраны природы присвоил этому виду глобальный статус сохранности «Недостаточно данных» (DD), а на региональном уровне в Бразилии — «Уязвимый» (VU).

## Таксономия
Итальянский естествоиспытатель Камилло Ранзани опубликовал первые научные описания Carcharias porosus в 1839 году в издании Novi Commentarii Academiae Scientiarum Instituti Bononiensis. Видовое название происходит от др.-греч. πόρος «канал, по́ра» и ссылается на выделяющиеся поры, расположенные позади глаз. Описываемый образец представлял собой самца длиной 1,2 м, выловленного у берегов Бразилии, который впоследствии был утрачен . Позднее этот вид был отнесён к в роду Carcharhinus. Молодых акул этого вида называют Trinidadian.
Эволюционные отношения Carcharhinus porosus остаются неопределёнными. На основе морфологии Джек Гаррик в 1982 году и Леонард Компаньо в 1988 году предварительно поместили его в группу, определяемую коромандельской акулой (Сarcharhinus dussumieri) и серой акулой Сейла (Сarcharhinus sealei). Существование этой группы было подтверждено в 1992 году Гэвином Нейлором на основе аллозимного анализа. С другой стороны, в 2011 году анализ ДНК выявил наличие близких отношений между Carcharhinus porosus, остроносой акулой (Isogomphodon oxyrhynchus), черноносой акулой (Carcharninus acronotus) и равнозубой серой акулой (Carcharninus isodon). Равнозубая серая акула ошибочно считалась синонимом Carcharhinus porosus до 2011 года, когда Хосе Кастро вынес вид в отдельный таксон.

## Описание
У Carcharhinys porosus стройное, вытянутое тело с довольно длинным, заострённым носом. Край каждой ноздри оканчивается узкой лопастью. Большие круглые глаза оснащены мигательной мембраной, позади них расположен ряд заметных пор. По углам рта имеются короткие борозды. Во рту по 13—15 зубных рядов по обеим сторонам верхней и нижней челюстей (обычно 14 на верхней и 13 на нижней). Верхние зубы высокие, треугольной формы, с сильно зазубренными краями, к краю челюсти сильнее наклоняются к челюсти. Нижние зубы сравнительно узкие и имеют вертикальный постав, края покрыты мелкими зубцами. У вида Carcharhinus porosus имеется пять пар коротких жаберных щелей.
Небольшие грудные плавники имеют форму серпа, кончики заострены. Первый спинной плавник широкий, у взрослых особей образует практически равносторонний треугольник с тупой вершиной, его основание лежит позади задних кончиков грудных плавников. Второй спинной плавник маленький, начинается в середине основания анального плавника. Гребень между первым и вторым спинными плавниками отсутствует. Брюшные плавники небольшие, со слегка закруглёнными концами, на анальном плавнике имеется глубокая каудальная выемка. Асимметричный хвостовой плавник имеет развитую нижнюю и большую верхнюю лопасть с вентральной выемкой около кончика. Плакоидные чешуйки не перекрывают друг друга. На каждой чешуйке имеется по 3—5 горизонтальных гребня, оканчивающихся зубцами. Окраска ровного серого цвета со слабым белыми пятнами на боках, брюхо беловатое. Грудные, спинные и хвостовой плавники к концам иногда становятся темнее. Максимальная зафиксированная длина составляет 1,5 м при среднем размере 0,9—1,1 м. Самки крупнее самцов.

## Ареал
Ареал Carcharhinus porosus простирается от севера Мексиканского залива до южного побережья Бразилии, за исключением островов Карибского бассейна. Этот вид наиболее часто встречается вдоль северного побережья Бразилии, у берегов Пара и Мараньяна, где он является наиболее распространённым видом акул. За последние 50 лет Carcharhinus porosus не встречались к востоку от реки Миссисипи, несмотря на исторические свидетельства существования природных питомников этого вида в прибрежной зоне Луизианы. Carcharhinus porosus обычно можно обнаружить у дна в прибрежных водах не глубже 36 м. У берегов северной Бразилии среда обитания характеризуется мощными приливами до 7 м в высоту, изменяющейся солёностью воды, которая варьируется от 14 ‰ в сезон дождей до 34 ‰ в сухой сезон и температурными колебаниями от 25 °C до 32 °C. Этот вид предпочитает эстуарии с илистым дном.

## Биология и экология
Carcharhinus porosus образует крупные скопления, самки держатся отдельно от самцов, которые предпочитают большие глубины. Рацион состоит в основном из костистых рыб, в том числе морских сомов, горбылей, ставрид и ворчунов. Креветки, крабы и кальмары являются вторичным источником питания, в то время как взрослые особи способны охотиться на молодых длиннорылых акул (Rhizoprionodon), рыб-молотов (Sphyrna) и скатов (Dasyatis). Приспосабливающийся характер рациона в целом отражает доступные кормовые ресурсы прибрежных вод северной Бразилии, где преобладают горбыли (Macrodon ancylodon) и лучепёрые рыбы (Stellifer naso). Рацион молодых акул более разнообразен по сравнению с взрослыми. В свою очередь Carcharhinus porosus потенциально могут стать добычей крупных акул.

### Размножение и жизненный цикл
Подобно прочим представителям рода серых акул, Carcharhinus porosus являются живородящими; развивающиеся эмбрионы получают питание посредством плацентарной связи с матерью, образованной опустевшим желточным мешком. В помёте от 2 до 9 новорождённых. Самки приносят потомство раз в два года. Численность приплода напрямую связана с размером самки. Период беременности длится около 12 месяцев. Размножение происходит в течение года, роды чаще всего приходятся на период с сентября по ноябрь. Природными питомниками являются  мелкие и мутные заливы и лиманы у берегов северной Бразилии и Тринидада, где молодые акулы могут найти кров и пищу. Размер новорождённых составляет 30—33 см, в течение первых четырёх лет жизни ежегодный прирост составляет 7 см. Самцы и самки созревают, достигнув длины 70—93 см и 71—85 см соответственно, что соответствует шести годам для обоих полов. После созревания средний темп роста замедляется до 4 см в год. Максимальная продолжительность жизни не менее 12 лет.

## Взаимодействие с человеком
Carcharhinus porosus не представляет опасности для человека. Этих акул ловят жаберными сетями и ярусами по всему ареалу. Мясо поступает в продажу в свежем, замороженном или сушеном и солёном виде. Кроме того, сушёные плавники идут на экспорт, жир и хрящи используется в медицине, а остатки туши перерабатывают в рыбную муку. Данных для оценки Международным союзом охраны природы глобального охранного статуса вида недостаточно. В Тринидаде его изобилие делает этот вид наиболее экономически важным объектом рыбного промысла. У берегов северной Бразилии значительное число акул Carcharhinus porosus попадается в жаберные сети, расставленные на пятнистую макрель (Scomberomorus maculatus). В 1980 году этот вид составил примерно 43 % от всего улова акул и скатов, но с тех пор показатель снизился примерно до 17 %. Как полагают, снижение произошло в результате увеличения добычи, в том числе неполовозрелых акул. Учитывая низкий репродуктивный уровень, Carcharhinus porosus чувствительны к перелову. В Бразилии МСОП присвоил виду охранный статус «Уязвимый» и отметил настоятельную необходимость принятия мер по его сохранению. Хотя Carcharhinus porosus в 2004 году был включён в официальный список видов животных, находящихся под угрозой исчезновения в Бразилии, его промысел не имеет эффективного контроля и управления.